# Франкфуртський ангел

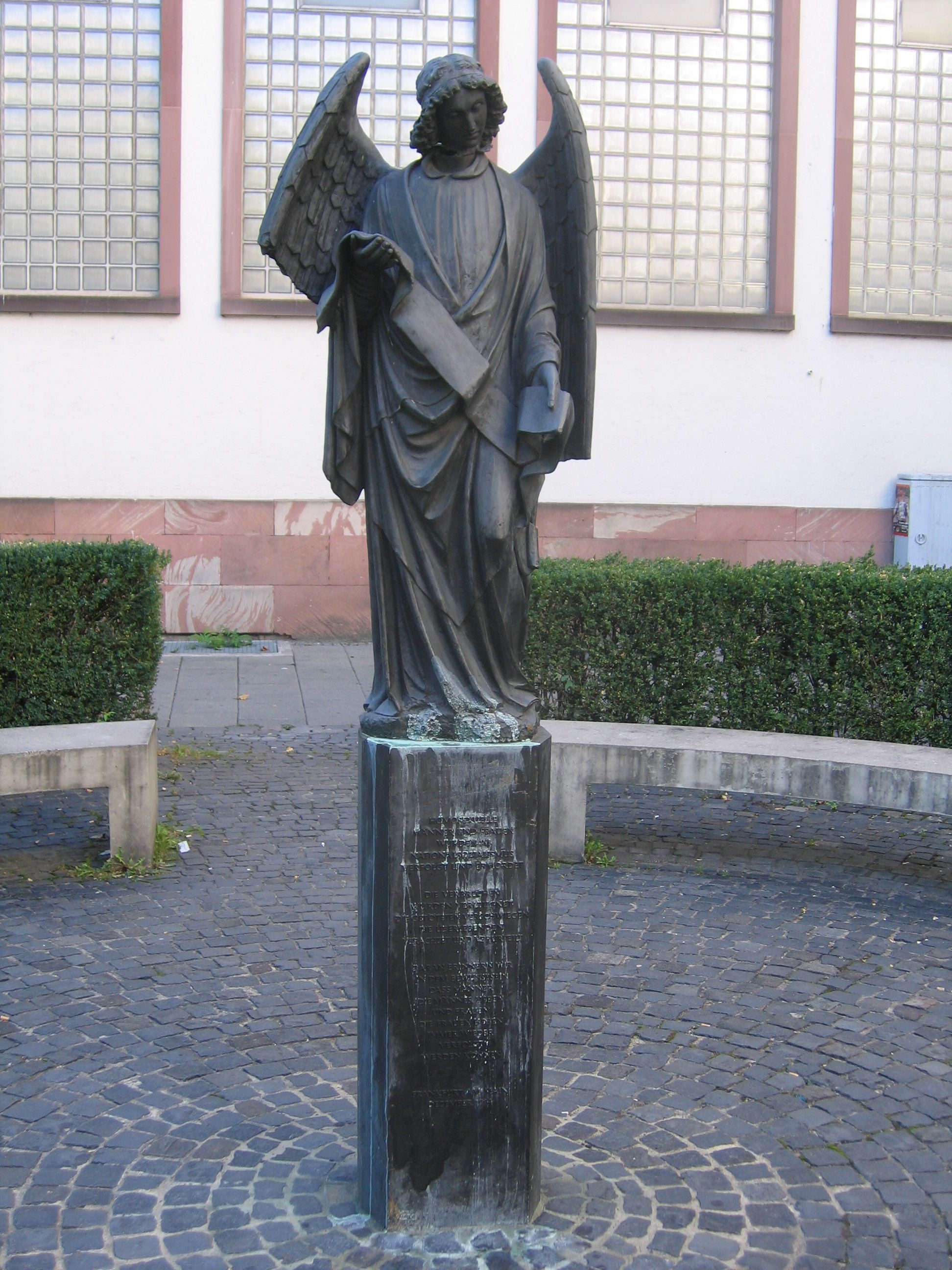
Франкфуртський ангел

50°7′0.5″ пн. ш. 8°41′6.9″ сх. д. / 50.116806° пн. ш. 8.685250° сх. д.
Франкфуртський ангел (нім. Frankfurter Engel) — меморіал у Франкфурті-на-Майні, який присвячений гомосексуалам, які переслідувалися в Німеччині. У кримінальному кодексі Німеччини з 15 травня 1871 року до 11 червня 1994 (у НДР до 1968) існував Параграф 175, за яким гомосексуальні чоловіки піддавалися ув'язненню. Переслідування особливої жорстокості припали на нацистський період історії країни, але і після падіння Третього Рейху ще існували довгий час.
Відкритий у 1994 році, цей пам'ятник став першим подібного роду в Німеччині, хоча до цього вже було встановлено декілька пам'ятних дощок (Ноєнгамме і Дахау у 1985, Берлін у 1989, Заксенхаузен у 1992). Автором проекту виступила Розмарі Трокель (Rosemarie Trockel). Площі, яка є місцем зустрічей гомосексуалів і на якій встановлено ангела, незабаром присвоїли ім'я Клауса Манна, який був гомосексуалом і воював проти нацистів.
Історія створення пам'ятника почалася, коли група активістів 1 грудня 1990 року встановила дерев'яні хрести з іменами загиблих в парку біля старого оперного театру. Тодішній мер міста в результаті погодився на існування тимчасового пам'ятника, куди родичі і друзі могли б приносити свічки і квіти на згадку про потерпілих від переслідування. У 1992 році міська рада голосами соціалістів і «зелених» схвалив створення пам'ятника на позабюджетні кошти. Конкурс проектів було завершено у січні 1993 року. Пожертвування сумою 360 000 німецьких марок були зібрані до кінця 1994 року.
Проект Розмарі Троккель — це фігура ангела з розгорнутою стрічкою сувою в руках, яка спочатку була однією з 11 статуй, які прикрашали фронтон західного порталу Кельнського собору. Оригінал скульптури Петера Фукса кінця 19-го століття не зберігся, залишилася лише пошкоджена гіпсова модель. Фігура ангела виконана у масштабі 1:1, а голова ангела відділена від тіла і потім поміщена назад так, що на шиї видно шрам. Статуя розміщена на восьмигранному бронзовому п'єдесталі, на якому висічено напис:
Гомосексуальні чоловіки і жінки переслідувалися і убивалися в нацистській Німеччині. Пізніше ці злочини заперечували, про убитих замовчували, таких, що залишилися живими зневажали і засуджували. Ми нагадуємо про це для усвідомлення того, що чоловіки, які люблять чоловіків, і жінки, які люблять жінок, знову можуть піддатися переслідуванню. Франкфурт-на-Майні. Грудень 1994